# VM i ishockey 2015 (kvinder)
Verdensmesterskabet i ishockey for kvinder 2015 var det 18. VM i ishockey for kvinder og mesterskabet, som blev arrangeret af International Ice Hockey Federation, blev afviklet i seks niveauopdelte turneringer. Turneringerne havde i alt deltagelse af 36 hold, hvilket var ny deltagerrekord for VM i ishockey for kvinder.
Det egentlige verdensmesterskab (tidligere kaldt "A-VM") blev spillet i Malmö, Sverige i perioden 28. marts - 4. april 2015 med deltagelse af otte hold. Mesterskabet blev vundet af USA, som i finalen besejrede Canada med 7-5, og som dermed vandt verdensmesterskabet for anden gang i træk og sjette gang i alt. Dermed fik amerikanerne revanche for nederlaget til canadierne i finalen ved de olympiske vinterlege i Sotji. Finalen satte endvidere rekord med hensyn til antallet af mål, idet der aldrig tidligere var scoret mere end ni mål i en VM-finale for kvinder.
Bronzemedaljerne blev vundet af Finland, som i bronzekampen vandt med 4-1 over Rusland, og som dermed vandt VM-medaljer for første gang siden 2011. Michelle Karvinen blev topscorer i bronzekampen med 3 point.
De lavere rangerende VM-turneringer bliver spillet på forskellige terminer i løbet af foråret 2014:
1. division, gruppe A (6 hold) i Rouen, Frankrig i perioden 12. - 18. april 2015.
1. division, gruppe B (6 hold) i Beijing, Kina i perioden 6. - 12. april 2015.
2. division, gruppe A (6 hold) i Dumfries, Storbritannien i perioden 30. marts - 5. april 2015.
2. division, gruppe B (6 hold) i Jaca, Spanien i perioden 7. - 13. marts 2015.
Kvalifikation til 2. division, gruppe B (4 hold) i Hongkong i perioden 18. - 21. februar 2015.

## Topdivisionen
Otte hold spillede om verdensmesterskabet (tidligere kaldt A-VM) den 28. marts – 4. april 2015 i Malmö, Sverige. Turneringens deltagere var de syv bedst placerede hold ved den olympiske ishockeyturnering i 2014 samt vinderen af et opgør mellem nr. 8 ved de olympiske vinterlege 2014, Japan og vinderen af 1. division gruppe A ved VM 2014, Tjekkiet. Denne dyst blev vundet med 2-1 i kampe af Japan, som dermed blev det ottende og sidste hold ved slutrunden.

### Arenaer
Kampene blev afviklet i to arenaer i Malmö:
- Malmö Isstadion (5.140 tilskuerpladser)
- Rosengårds Ishall (467 tilskuerpladser)

### Indledende runde
De otte hold spillede først en indledende runde i to grupper med fire hold. I gruppe A spillede de fire højst rangerede hold, og fra denne gruppe gik de to bedst placerede hold direkte videre til semifinalerne, mens de to andre hold gik videre til kvartfinalerne. I gruppe B spillede holdene rangeret som nr. 5-8 om de to sidste pladser i kvartfinalerne. Holdene, der sluttede som nr. 3 og 4 i gruppe B, gik videre til nedrykningskampene.

#### Gruppe A
Alle kampene i gruppe A blev spillet i Malmö Isstadion.
| Dato      | Tid   | Kamp              | Res. | Perioder               |
| --------- | ----- | ----------------- | ---- | ---------------------- |
| 28. marts | 16:00 | USA – Canada      | 4–2  | 3-1, 0-1, 1-0          |
| 28. marts | 20:00 | Finland – Rusland | 3–2  | 0-0, 2-2, 0-0 0-0, 1-0 |
| 29. marts | 16:00 | Canada – Rusland  | 4–0  | 3-0, 1-0, 0-0          |
| 29. marts | 20:00 | USA – Finland     | 4–1  | 2-1, 2-0, 0-0          |
| 31. marts | 12:00 | Rusland – USA     | 2–9  | 0-1, 2-4, 0-4          |
| 31. marts | 16:00 | Canada – Finland  | 6–2  | 2-1, 2-0, 2-1          |

| Hold    | Kampe | Mål   | Point |             |
| USA     | 3     | 17-51 | 9     | Semifinale  |
| Canada  | 3     | 12-61 | 6     | Semifinale  |
| Finland | 3     | 16-12 | 2     | Kvartfinale |
| Rusland | 3     | 14-16 | 1     | Kvartfinale |

#### Gruppe B
De tre kampe med svensk deltagelse bliver spillet i Malmö Isstadion, mens de resterende tre kampe bliver spillet i Rosengårds Ishall.
| Dato      | Tid   | Kamp               | Res. | Perioder               |
| --------- | ----- | ------------------ | ---- | ---------------------- |
| 28. marts | 12:00 | Sverige – Japan    | 3–4  | 1-1, 1-0, 1-2 0-0, 0-1 |
| 28. marts | 14:00 | Tyskland – Schweiz | 2–5  | 0-1, 1-1, 1-3          |
| 29. marts | 12:00 | Schweiz – Sverige  | 2–3  | 0-2, 0-0, 2-1          |
| 29. marts | 14:00 | Japan – Tyskland   | 2–0  | 1-0, 0-0, 1-0          |
| 31. marts | 14:00 | Schweiz – Japan    | 3–0  | 1-0, 1-0, 1-0          |
| 31. marts | 20:00 | Tyskland – Sverige | 0–4  | 0-1, 0-2, 0-1          |

| Hold     | Kampe | Mål     | Point |                  |
| Sverige  | 3     | 10-61   | 7     | Kvartfinale      |
| Schweiz  | 3     | 10-51   | 6     | Kvartfinale      |
| Japan    | 3     | 6-6     | 5     | Nedrykningsrunde |
| Tyskland | 3     | 112-110 | 0     | Nedrykningsrunde |

### Nedrykningsrunde
De to hold, der sluttede som nr. 3 og 4 i gruppe B, Japan og Tyskland, spillede bedst af tre kampe om at undgå nedrykning til 1. division gruppe A, kampene blev spillet i Rosengårds Ishall. Japan sikrede sig endnu en sæson i topdivisionen med to overtidssejre i de to første kampe, og dermed måtte Tyskland tage til takke med at spille i 1. division gruppe A ved VM i 2016.
| Dato     | Tid   | Kamp             | Res. | Perioder          |
| -------- | ----- | ---------------- | ---- | ----------------- |
| 1. april | 18:00 | Japan – Tyskland | 3–2  | 0-1, 1-1, 1-0 1-0 |
| 3. april | 14:00 | Tyskland – Japan | 1–2  | 0-1, 1-0, 0-0 0-1 |

### Finalekampe
Finalekampene havde deltagelse af de fire hold fra gruppe A og de to bedste hold fra gruppe B. Holdene fra gruppe B og nr. 3 og 4 fra gruppe A begyndte slutspillet i kvartfinalerne, mens nr. 1 og 2 fra gruppe A først indtrådte i semifinalerne. Alle kampene i slutspillet blev spillet i Malmö Isstadion.
| Dato         | Tid          | Kamp              | Res.         | Perioder      |
| Kvartfinaler | Kvartfinaler | Kvartfinaler      | Kvartfinaler | Kvartfinaler  |
| ------------ | ------------ | ----------------- | ------------ | ------------- |
| 1. april     | 16:00        | Finland – Schweiz | 3–0          | 1-0, 0-0, 2-0 |
| 1. april     | 20:00        | Rusland – Sverige | 2–1          | 0-0, 0-1, 2-0 |
| Semifinaler  |              |                   |              |               |
| 3. april     | 12:00        | USA – Rusland     | 13–10        | 4-1, 6-0, 3-0 |
| 3. april     | 16:00        | Canada – Finland  | 3–0          | 1-0, 0-0, 2-0 |
| Bronzekamp   |              |                   |              |               |
| 4. april     | 12:00        | Finland – Rusland | 4–1          | 2-0, 1-0, 1-1 |
| Finale       |              |                   |              |               |
| 4. april     | 16:00        | USA – Canada      | 7–5          | 4-2, 1-3, 2-0 |

|  | Kvartfinaler | Kvartfinaler | Kvartfinaler |        |         | Semifinaler | Semifinaler | Semifinaler |  |  | Finale | Finale | Finale |
|  |              |              |              |        |         |             |             |             |  |  |        |        |        |
|  | A1           | USA          |              |        |         |             |             |             |  |  |        |        |        |
|  |              | Bye          |              |        |         |             |             |             |  |  |        |        |        |
|  |              | A1           | USA          | 13     |         |             |             |             |  |  |        |        |        |
|  |              |              |              | 13     |         |             |             |             |  |  |        |        |        |
|  |              | A4           | Rusland      | 1      |         |             |             |             |  |  |        |        |        |
|  | B1           | A4           | Rusland      | 1      | Sverige | 1           |             |             |  |  |        |        |        |
|  | B1           |              |              |        | Sverige | 1           |             |             |  |  |        |        |        |
|  | A4           | Rusland      | 2            |        |         |             |             |             |  |  |        |        |        |
|  |              |              |              |        |         |             |             |             |  |  | A1     | USA    | 7      |
|  |              |              | A2           | Canada | 5       |             |             |             |  |  |        |        |        |
|  | A3           | Finland      | 3            |        |         |             |             |             |  |  |        |        |        |
|  | B2           | Schweiz      | 0            |        |         |             |             |             |  |  |        |        |        |
|  | B2           | Schweiz      | 0            |        | A3      | Finland     |             |             |  |  |        |        |        |
|  |              |              |              |        | A3      | Finland     |             |             |  |  |        |        |        |
|  |              | A2           | Canada       |        |         |             |             |             |  |  |        |        |        |
|  |              | A2           | Canada       | Bye    |         |             |             |             |  |  |        |        |        |
|  |              |              |              |        |         |             |             |             |  |  |        |        |        |
|  | A2           | Canada       |              |        |         |             |             |             |  |  |        |        |        |

### Medaljevindere
| Guld | Sølv | Bronze |
| USA | Canada | Finland |
| Målmænd Molly Schaus Jessie Vetter Alex Rigsby Backs Lee Stecklein Megan Keller Monique Lamoureux Emily Pfalzer Anne Schleper Kacey Bellamy Michelle Picard Forwards Meghan Duggan Haley Skarupa Brianna Decker Jocelyne Lamoureux Stephanie Anderson Hannah Brandt Hilary Knight Danielle Cameranesi Alex Carpenter Kendall Coyne Anne Pankowski Dana Trivigno Zoe Hickel | Målmænd Emerance Maschmeyer Genevieve Lacasse Ann-Renee Desbiens Backs Jocelyne Larocque Brigette Lacquette Lauriane Rougeau Laura Fortino Courtney Birchard Tara Watchorn Halli Krzyzaniak Forwards Rebecca Johnston Jamie Lee Rattray Jennifer Wakefield Jillian Saulnier Caroline Oullette Bailey Bram Brianne Jenner Natalie Spooner Jessica Campbell Marie-Philip Poulin Sarah Davis Emily Clark Kelly Terry | Målmænd Eveliina Suonpää Meeri Räisänen Vilma Vaattovaara Backs Eve Savander Rosa Lindstedt Anna Kilponen Jenni Hiirikoski Mira Jalosuo Ronja Savolainen Minttu Tuominen Forwards Jennica Haikarainen Linda Välimäki Riikka Välilä Niina Mäkinen Vilma Tanskanen Sari Kärnä Michelle Karvinen Noora Tulus Suvi Ollikainen Saila Saari Karoliina Rantamäki Susanna Tapani Emma Nuutinen |

### Priser
Turneringens mest værdifulde spiller, valgt af turneringsledelsen.
| Kategori | Prismodtager  |
| -------- | ------------- |
| MVP      | Hilary Knight |

Bedste spiller på hver position, valgt af turneringsledelsen.
| Kategori       | Prismodtager     |
| -------------- | ---------------- |
| Bedste målmand | Nana Fujimoto    |
| Bedste back    | Jenni Hiirikoski |
| Bedste forward | Hilary Knight    |

All star-hold, valgt af medierne.
| Kategori | Spillere          |
| -------- | ----------------- |
| Målmand  | Meeri Raisanen    |
| Backs    | Monique Lamoureux |
| Backs    | Jenni Hiirikoski  |
| Forwards | Brianna Decker    |
| Forwards | Hilary Knight     |
| Forwards | Natalie Spooner   |

## 1. division
1. division bestod af to grupper, der hver især var hhv. andet og tredje niveau i VM-hierarkiet.

### Gruppe A
1. division gruppe A var andet niveau af VM-hierarkiet. Turneringen havde deltagelse af seks hold, der spillede en enkeltturnering alle-mod-alle, og den blev afviklet i arenaen Patinoire Ile Lacroix i Rouen, Frankrig i perioden 12. – 18. april 2015. Turneringen blev vundet af Tjekkiet, som dermed rykkede op i topdivisionen til VM i 2016. Til gengæld rykkede Letland ned i 1. division gruppe B efter blot én sæson i gruppe A.
| Dato      | Tid   | Kamp                | Res. | Perioder          |
| --------- | ----- | ------------------- | ---- | ----------------- |
| 12. april | 12:30 | Letland – Tjekkiet  | 1–5  | 0-1, 1-1, 0-3     |
| 12. april | 16:00 | Frankrig – Norge    | 5–6  | 0-2, 2-2, 3-1 0-1 |
| 12. april | 19:30 | Østrig – Danmark    | 8–2  | 1-1, 2-1, 5-0     |
| 13. april | 12:30 | Norge – Østrig      | 2–5  | 1-1, 0-3, 1-1     |
| 13. april | 16:00 | Danmark – Letland   | 5–4  | 2-3, 1-1, 2-0     |
| 13. april | 19:30 | Tjekkiet – Frankrig | 4–0  | 0-0, 4-0, 0-0     |
| 15. april | 12:30 | Norge – Danmark     | 0–3  | 0-1, 0-2, 0-0     |
| 15. april | 16:00 | Tjekkiet – Østrig   | 4–1  | 3-1, 0-0, 1-0     |
| 15. april | 19:30 | Letland – Frankrig  | 0–7  | 0-4, 0-1, 0-2     |
| 16. april | 12:30 | Danmark – Tjekkiet  | 0–3  | 0-1, 0-0, 0-2     |
| 16. april | 16:00 | Norge – Letland     | 2–1  | 1-0, 0-1, 1-0     |
| 16. april | 19:30 | Frankrig – Østrig   | 2–3  | 2-0, 0-3, 0-0     |
| 18. april | 12:30 | Østrig – Letland    | 8–0  | 1-0, 3-0, 4-0     |
| 18. april | 16:00 | Tjekkiet – Norge    | 4–2  | 0-0, 1-1, 3-1     |
| 18. april | 19:30 | Danmark – Frankrig  | 2–3  | 2-1, 0-1, 0-1     |

| Hold        | Kampe | Mål     | Mål± | Point |
| ----------- | ----- | ------- | ---- | ----- |
| Tjekkiet    | 5     | 20-40   | +16  | 15    |
| Østrig      | 5     | 125-100 | +15  | 12    |
| Frankrig    | 5     | 17-15   | +2   | 7     |
| Danmark     | 5     | 12-18   | −6   | 6     |
| Norge       | 5     | 12-18   | −6   | 5     |
| Letland (O) | 5     | 06-27   | −21  | 0     |

### Gruppe B
1. division gruppe B var tredje niveau af VM-hierarkiet. Turneringen havde deltagelse af seks hold, der spillede en enkeltturnering alle-mod-alle, og den blev afviklet i arenaen Shouti i Beijing, Kina i perioden 6. – 12. april 2015. Turneringen blev vundet af Slovakiet, som dermed sikrede si oprykning til 1. division gruppe A ved VM 2016. Til gengæld måtte Nordkorea en tur ned i 2. division gruppe A, eftersom holdet sluttede sidst blandt de seks hold i gruppen.
| Dato      | Tid   | Kamp                  | Res. | Perioder               |
| --------- | ----- | --------------------- | ---- | ---------------------- |
| 6. april  | 13:00 | Nordkorea – Ungarn    | 1–5  | 0-2, 0-1, 1-2          |
| 6. april  | 16:15 | Italien – Slovakiet   | 3–4  | 2-3, 1-0, 0-0 0-0, 0-1 |
| 6. april  | 19:30 | Holland – Kina        | 3–2  | 0-1, 1-1, 1-0 0-0, 1-0 |
| 7. april  | 13:00 | Ungarn – Italien      | 2–1  | 0-0, 1-1, 1-0          |
| 7. april  | 16:15 | Slovakiet – Holland   | 3–2  | 0-1, 1-0, 2-1          |
| 7. april  | 19:30 | Kina – Nordkorea      | 5–2  | 4-1, 1-0, 0-1          |
| 9. april  | 13:00 | Slovakiet – Nordkorea | 9–0  | 2-0, 5-0, 2-0          |
| 9. april  | 16:15 | Italien – Holland     | 0–2  | 0-1, 0-1, 0-0          |
| 9. april  | 19:30 | Kina – Ungarn         | 7–3  | 1-1, 4-1, 2-1          |
| 11. april | 13:00 | Ungarn – Slovakiet    | 0–1  | 0-0, 0-1, 0-0          |
| 11. april | 16:15 | Holland – Nordkorea   | 7–1  | 1-0, 2-0, 4-1          |
| 11. april | 19:30 | Kina – Italien        | 4–3  | 1-1, 0-1, 3-1          |
| 12. april | 13:00 | Nordkorea – Italien   | 2–4  | 0-1, 1-0, 1-3          |
| 12. april | 16:15 | Ungarn – Holland      | 0–2  | 0-1, 0-1, 0-0          |
| 12. april | 19:30 | Slovakiet – Kina      | 4–3  | 2-1, 2-0, 0-2          |

| Hold          | Kampe | Mål     | Mål± | Point |
| ------------- | ----- | ------- | ---- | ----- |
| Slovakiet (N) | 5     | 21-81   | +13  | 14    |
| Holland       | 5     | 16-61   | +10  | 11    |
| Kina          | 5     | 21-15   | +6   | 10    |
| Ungarn        | 5     | 10-12   | −2   | 6     |
| Italien (O)   | 5     | 011-141 | −3   | 4     |
| Nordkorea     | 5     | 06-30   | −24  | 0     |

## 2. division

### Gruppe A
2. division gruppe A var fjerde niveau af VM-hierarkiet. Turneringen havde deltagelse af seks hold, der spillede en enkeltturnering alle-mod-alle, og den blev afviklet arenaen Ice Bowl i Dumfries, Storbritannien i perioden 30. marts – 5. april 2015.  Vinderen af turneringen, Kasakhstan, rykkede et niveau op, mens nr. 6, New Zealand, rykkede et niveau ned.
| Dato      | Tid   | Kamp                         | Res.  | Perioder               |
| --------- | ----- | ---------------------------- | ----- | ---------------------- |
| 30. marts | 13:00 | Kroatien – Polen             | 13–10 | 2-1, 1-4, 0-5          |
| 30. marts | 16:30 | Sydkorea – Kasakhstan        | 0–2   | 0-0, 0-1, 0-1          |
| 30. marts | 20:00 | Storbritannien – New Zealand | 8–1   | 3-0, 2-0, 3-1          |
| 31. marts | 13:00 | Kasakhstan – Polen           | 4–1   | 2-0, 1-1, 1-0          |
| 31. marts | 16:30 | New Zealand – Kroatien       | 2–4   | 1-1, 1-1, 0-2          |
| 31. marts | 20:00 | Storbritannien – Sydkorea    | 3–1   | 2-1, 1-0, 0-0          |
| 2. april  | 13:00 | Kasakhstan – New Zealand     | 10–01 | 4-0, 2-0, 4-0          |
| 2. april  | 16:30 | Sydkorea – Polen             | 4–3   | 0-1, 3-1, 0-1 0-0, 1-0 |
| 2. april  | 20:00 | Storbritannien – Kroatien    | 8–1   | 0-1, 5-0, 3-0          |
| 4. april  | 13:00 | New Zealand – Sydkorea       | 0–3   | 0-1, 0-2, 0-0          |
| 4. april  | 16:30 | Kroatien – Kasakhstan        | 01–12 | 0-5, 0-5, 1-2          |
| 4. april  | 20:00 | Polen – Storbritannien       | 0–4   | 0-1, 0-0, 0-3          |
| 5. april  | 13:00 | Sydkorea – Kroatien          | 13–01 | 2-0, 6-0, 5-0          |
| 5. april  | 16:30 | Polen – New Zealand          | 3–2   | 0-2, 1-0, 1-0 0-0, 1-0 |
| 5. april  | 20:00 | Kasakhstan – Storbritannien  | 2–0   | 0-0, 1-0, 1-0          |

| Hold           | Kampe | Mål   | Mål± | Point |
| -------------- | ----- | ----- | ---- | ----- |
| Kasakhstan (N) | 5     | 30-20 | +28  | 15    |
| Storbritannien | 5     | 23-50 | +18  | 12    |
| Sydkorea       | 5     | 21-81 | +13  | 8     |
| Polen          | 5     | 17-17 | 0    | 6     |
| Kroatien (O)   | 5     | 09-45 | −36  | 3     |
| New Zealand    | 5     | 05-28 | −23  | 1     |

### Gruppe B
2. division gruppe B var femte niveau af VM-hierarkiet. Turneringen havde deltagelse af seks hold, der spillede en enkeltturnering alle-mod-alle, og den blev afviklet i Pabellon de Hielo i Jaca, Spanien i perioden 7. – 13. marts 2015. Vinderen af turneringen, Slovenien, rykkede et niveau op, mens nr. 6, Belgien, rykkede et niveau ned.
| Dato      | Tid   | Kamp                   | Res.  | Perioder               |
| --------- | ----- | ---------------------- | ----- | ---------------------- |
| 7. marts  | 13:00 | Mexico – Island        | 1–2   | 0-0, 1-0, 0-1 0-0, 0-1 |
| 7. marts  | 16:30 | Slovenien – Belgien    | 13–21 | 8-1, 1-0, 4-1          |
| 7. marts  | 20:30 | Spanien – Australien   | 4–1   | 0-1, 3-0, 1-0          |
| 8. marts  | 13:00 | Belgien – Mexico       | 0–5   | 0-3, 0-1, 0-1          |
| 8. marts  | 16:30 | Australien – Island    | 0–3   | 0-3, 0-0, 0-0          |
| 8. marts  | 20:00 | Slovenien – Spanien    | 3–1   | 1-1, 2-0, 0-0          |
| 10. marts | 13:00 | Australien – Belgien   | 3–0   | 1-0, 1-0, 1-0          |
| 10. marts | 16:30 | Slovenien – Mexico     | 0–3   | 0-1, 0-0, 0-2          |
| 10. marts | 20:00 | Spanien – Island       | 5–4   | 2-0, 1-0, 1-4 0-0, 1-0 |
| 12. marts | 13:00 | Island – Slovenien     | 2–7   | 1-0, 0-3, 1-4          |
| 12. marts | 16:30 | Mexico – Australien    | 1–3   | 1-0, 0-2, 0-1          |
| 12. marts | 20:00 | Belgien – Spanien      | 0–3   | 0-0, 0-0, 0-3          |
| 13. marts | 13:00 | Australien – Slovenien | 1–5   | 0-1, 0-4, 1-0          |
| 13. marts | 16:30 | Island – Belgien       | 2–3   | 0-0, 1-2, 1-0 0-1      |
| 13. marts | 20:00 | Spanien – Mexico       | 2–3   | 1-1, 0-0, 1-2          |

| Hold           | Kampe | Mål   | Mål± | Point |
| -------------- | ----- | ----- | ---- | ----- |
| Slovenien      | 5     | 28-90 | +19  | 12    |
| Mexico (O)     | 5     | 13-71 | +6   | 10    |
| Spanien        | 5     | 15-11 | +4   | 8     |
| Island         | 5     | 13-16 | −3   | 7     |
| Australien (N) | 5     | 18-13 | −5   | 6     |
| Belgien        | 5     | 05-26 | −21  | 2     |

## Kvalifikation til 2. division gruppe B
Kvalifikation til 2. division gruppe B var sjette niveau af VM-hierarkiet. Turneringen havde deltagelse af fire hold, der spillede en enkeltturnering alle-mod-alle, og den blev afviklet i Mega Ice i Hongkong i perioden 18. – 21. februar 2015. Turneringen blev vundet af Tyrkiet, som dermed sikrede sig oprykning til 2. division gruppe B til VM i 2016.
| Dato      | Tid   | Kamp                  | Res.  | Perioder      |
| --------- | ----- | --------------------- | ----- | ------------- |
| 18. febr. | 15:00 | Bulgarien – Tyrkiet   | 13–11 | 2-3, 0-5, 1-3 |
| 18. febr. | 18:30 | Sydafrika – Hongkong  | 3–4   | 1-1, 0-2, 1-2 |
| 19. febr. | 15:00 | Sydafrika – Bulgarien | 6–0   | 1-0, 1-0, 4-0 |
| 19. febr. | 18:30 | Tyrkiet – Hongkong    | 4–1   | 1-0, 1-0, 2-1 |
| 21. febr. | 15:00 | Hongkong – Bulgarien  | 5–1   | 1-1, 2-0, 2-0 |
| 21. febr. | 18:30 | Tyrkiet – Sydafrika   | 8–4   | 3-0, 5-2, 0-2 |

| Hold        | Kampe | Mål   | Mål± | Point |
| ----------- | ----- | ----- | ---- | ----- |
| Tyrkiet (N) | 3     | 23-80 | +15  | 9     |
| Hongkong    | 3     | 10-81 | +2   | 6     |
| Sydafrika   | 3     | 13-12 | +1   | 3     |
| Bulgarien   | 3     | 04-22 | −18  | 0     |